# Wasserschloss Waldsee

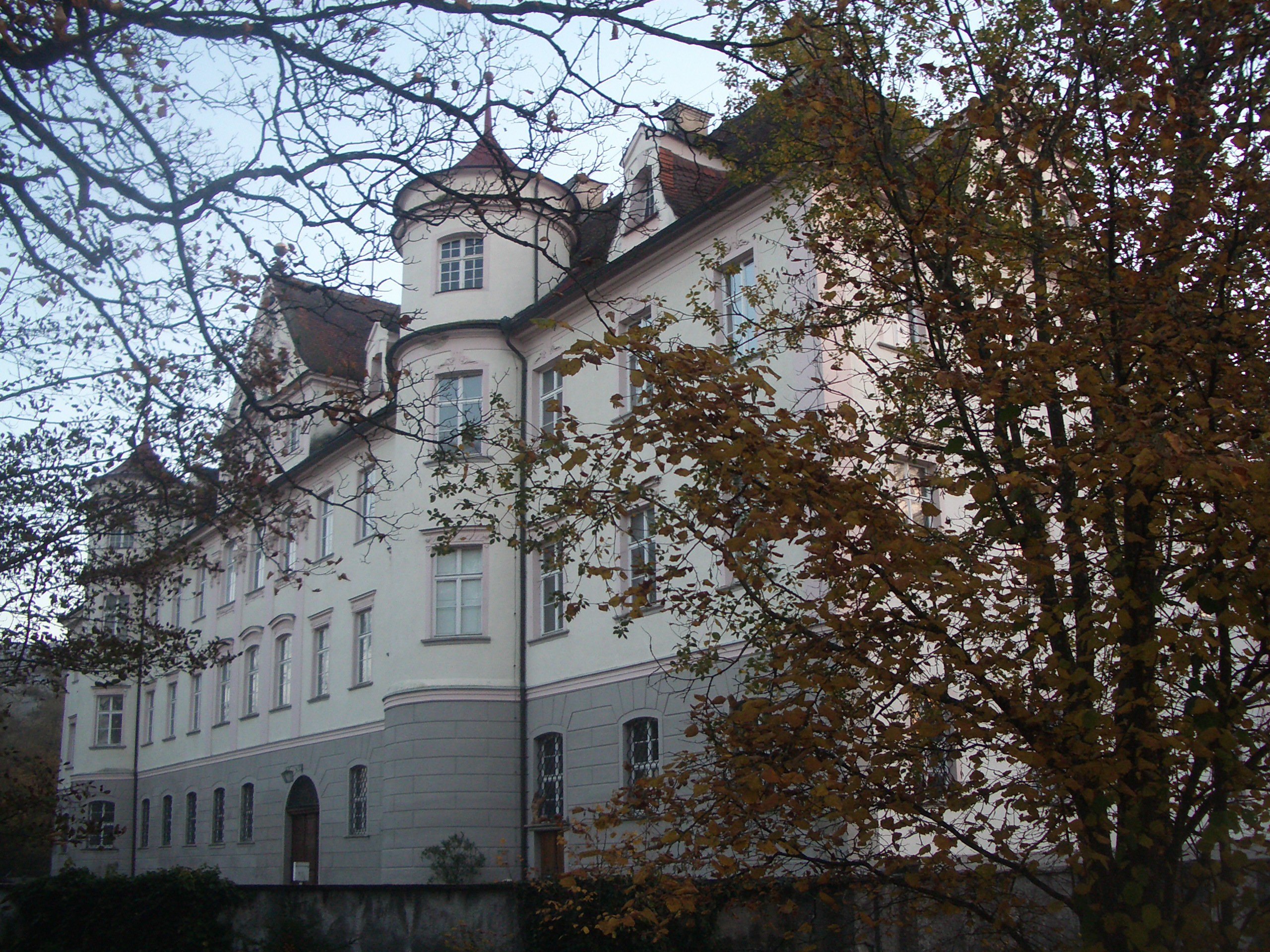
Wasserschloss Waldsee

Das Wasserschloss Waldsee ist ein Mitte des 16. Jahrhunderts erbautes und im 18. Jahrhundert barock umgebautes Wasserschloss im Kurort Bad Waldsee im Landkreis Ravensburg. Es befindet sich heute im Besitz der Fürsten von Waldburg zu Wolfegg und Waldsee.

## Geschichte
1386 gelangte die Herrschaft Waldsee in den Besitz von Johannes II. von Waldburg, der diese von Leopold III. von Habsburg, dem österreichischen Herzog als Lehen übertragen bekommen hatte. 1488 wurde Georg III. von Waldburg-Zeil, auch Bauernjörg wegen seiner Erfolge im Bauernkrieg genannt, im Schloss geboren. 1550 ließ Georg IV. von Waldburg-Waldsee ein neues Schloss, das als Wasserschloss angelegt war, errichten. Dieses Wasserschloss wurde 1745 unter Maximilian von Waldburg zu Wolfegg und Waldsee u. a. um einen quadratischen Kapellenflügel mit Kuppel erweitert und barock umgebaut. Die umgebenden Nebengebäude wurden abgerissen, der Hauptbau wurde rechts und links jenseits der bisherigen Ecktürme um je drei Achsen verlängert. Und die Hauptfassade des Neuen Schlosses bekam den Giebelaufbau, der die gesamte Höhe des Daches einnimmt. Das Schloss Waldsee ist Besitz und war Wohnsitz der Linie Waldburg-Wolfegg-Waldsee, bis zum Ende des 18. Jh. sogar der Hauptsitz. Innen wie außen erfuhr das Schloss noch eine klassizistische Umgestaltung. Als die Linie Waldburg-Wolfegg 1798 mit dem unvermählt und kinderlos gebliebenen Generalmajor Carl Eberhard Wunibald Xaver Eusebius Didacus Erbtruchseß Graf von Waldburg zu Wolfegg (geb. 1717, gest. 1798) erlosch, fiel der Besitz von Wolfegg-Wolfegg an Wolfegg-Waldsee, und die Linie Wolfegg-Waldsee nutzte fortan Schloss Wolfegg als Hauptwohnsitz.
1806 wurde infolge des Reichsdeputationshauptschlusses die Herrschaft Waldsee an das neu entstandene Königreich Württemberg übertragen. Das Schloss blieb jedoch in Privatbesitz der Grafen von Waldsee, die es bis zum Tod von Fürst Franz Ludwig von Waldburg zu Wolfegg und Waldsee (geb. 1892, gest. 1989) als Wohnsitz sowie als Sitz des fürstlichen Rentamts und der Forstverwaltung nutzten. Heute ist das Gebäude immer noch in Besitz der Fürsten von Waldburg zu Wolfegg und Waldsee.

## Beschreibung
Die Schlossanlage besteht aus dem Schloss im Norden, das südwestlich mit einem Kapellenbau und Wirtschaftsgebäuden verbunden ist. Das Schloss ist ein dreistöckiges Gebäude mit Walmdach und je zwei halbkreisförmig hervortretenden Treppentürmen mit Kegeldach an der Nordost- und Südwestseite. An der Vorderseite des Schlosses befindet sich ein Mittelrisalit mit Giebelaufbau; in diesem drei Achsen breiten Fassadenbereich gliedern flache Kolossalpilaster die Wandfläche. Das Wappen im Giebel ist Erbtruchsess Maximilian Maria Graf von Waldburg zu Wolfegg (geb. 1684, gest. 1748) zuzuordnen, der ab 1745 das Renaissanceschloss umbaute und den zentralen Giebelaufbau anbringen ließ. Der Kapellenbau, der mit der südöstlichen Ecke des Schlosses verbunden ist, ist ein Zentralbau mit Kuppel, die ein Fresko von Eustachius Gabriel enthält. Die Anlage besteht außerdem aus Wirtschaftsgebäuden, die aus dem 17. und 18. Jahrhundert stammen. Zum Schloss gehört ein Schlossgarten, der ursprünglich im Stil eines barocken Lustgartens angelegt war, im 19. Jahrhundert aber in einen Englischen Landschaftsgarten umgewandelt wurde.

## Nutzung
Nach 1989 und dem Auszug der Familie folgte Leerstand und nach einer zweijährigen Sanierungsphase eine gewerbliche Nutzung der Räume. Von 1991 bis 2002 war das Schloss Sitz der privaten Hochschule International School of General Management (ISGM) bis zu deren Umzug nach Friedrichshafen (2003 Gesellschaft für Bildung und Wissenschaft, danach Umfirmierung als Zeppelin University GmbH). Dann folgte wieder Leerstand bis zur Findung einer neuen Nutzung. Das Schloss wird heute von der Fürstlichen Liegenschaftsverwaltung Waldburg-Wolfegg-Waldsee verwaltet. Die repräsentativen, im klassizistischen Stil eingerichteten Räume im Piano nobile, also Teile der ehemaligen Wohnräume der fürstlichen Familie, und die Flächen im Außenbereich des Schlosses können für Veranstaltungen wie Hochzeiten, Familien- und Firmenfeiern angemietet werden. Dazu gehört auch der im Zentrum der Raumflucht liegende Festsaal (Maximiliansaal), der mit Motiven des niederländischen Malers Adriaen Brouwer ausgemalt ist. Auch die Eingangshalle und die Bibliothek im Erdgeschoss können angemietet werden. Das zweite Obergeschoss und das Dachgeschoss wurden zu eigenständigen Einheiten umgebaut und gewerblich vermietet; das Spektrum reicht von einer Unternehmensberatung über eine Anwaltskanzlei bis zu homöopathischen und psychotherapeutischen Praxen.